# Pseudocalotes
Genre
Synonymes
- Mictopholis Smith, 1935

Pseudocalotes est un genre de sauriens de la famille des Agamidae.

## Répartition
Les 22 espèces de ce genre se rencontrent en Asie du Sud-Est, dans le sud de l'Asie de l'Est et dans l'est de l'Asie du Sud.

## Liste des espèces
Selon The Reptile Database (12 juin 2017) :
- Pseudocalotes andamanensis (Boulenger, 1891)
- Pseudocalotes austeniana (Annandale, 1908)
- Pseudocalotes baliomus Harvey, Shaney, Hamidy, Kurniawan & Smith, 2017[3]
- Pseudocalotes bapoensis (Yang, Su & Li, 1979)
- Pseudocalotes brevipes (Werner, 1904)
- Pseudocalotes cybelidermus Harvey, Hamidy, Kurniawan, Shaney & Smith, 2014
- Pseudocalotes dringi Hallermann & Böhme, 2000
- Pseudocalotes drogon Grismer, Quah, Wood, Anuar, Muin, Davis, Murdoch, Grismer, Cota & Cobos, 2016
- Pseudocalotes flavigula (Smith, 1924)
- Pseudocalotes floweri (Boulenger, 1912)
- Pseudocalotes guttalineatus Harvey, Hamidy, Kurniawan, Shaney & Smith, 2014
- Pseudocalotes kakhienensis (Anderson, 1879)
- Pseudocalotes khaonanensis Chan-Ard, Cota, Makchai & Laoteow, 2008
- Pseudocalotes kingdonwardi (Smith, 1935)
- Pseudocalotes larutensis Hallermann & Mcguire, 2001
- Pseudocalotes microlepis (Boulenger, 1888)
- Pseudocalotes poilani (Bourret, 1939)
- Pseudocalotes rhaegal Grismer, Quah, Wood, Anuar, Muin, Davis, Murdoch, Grismer, Cota & Cobos, 2016
- Pseudocalotes rhammanotus Harvey, Hamidy, Kurniawan, Shaney & Smith, 2014
- Pseudocalotes saravacensis Inger & Stuebing, 1994
- Pseudocalotes tympanistriga (Gray, 1831)
- Pseudocalotes viserion Grismer, Quah, Wood, Anuar, Muin, Davis, Murdoch, Grismer, Cota & Cobos, 2016
- Pseudocalotes ziegleri Hallermann, Truong, Orlov & Ananjeva, 2010

## Taxinomie
Le genre Mictopholis Smith, 1935 a été synonymisé avec Pseudocalotes par Mahony en 2010 

## Publications originales
- Fitzinger, 1843 : Systema Reptilium, fasciculus primus, Amblyglossae. Braumüller et Seidel, Wien, p. 1-106 (texte intégral).
- Smith, 1935 : The fauna of British India, including Ceylon and Burma. Reptiles and Amphibia. Vol. II. Sauria. Taylor and Francis, London, p. 1-440.